# Besson MB-26
Il Besson MB-26 fu un idrovolante biplano da ricognizione sviluppato dall'azienda aeronautica francese Société de construction aéronautiques et navales Marcel Besson di Boulogne-sur-Seine nella seconda metà anni venti del XX secolo e rimasto allo stadio di prototipo.

## Storia del progetto
Nel 1925 il progettista Marcel Besson, proprietario della Société de construction aéronautiques et navales Marcel Besson  di Boulogne-sur-Mer, realizzò un idrovolante da ricognizione con secondarie capacità di caccia,  biplano, biposto, che fu designato MB-26 HB.2. Esso era destinato all'utilizzo a bordo delle navi di superficie di medie e grandi dimensioni. Il prototipo andò in volo per la prima volta nel corso di quello stesso anno.

## Descrizione tecnica
Si trattava di un idrovolante biplano, a configurazione sesquiplana, con ali controventate da montanti a W. L'ala superiore era attaccata alla parte superiore della fusoliera, mentre quella inferiore passava al di sotto di essa, ed era unita alla fusoliera tramite corti montanti paralleli. Un unico lungo galleggiante era installato direttamente sotto l'ala bassa, mentre due galleggianti stabilizzatori erano montati alle estremità alari. 

Il propulsore in linea era un Lorraine 12 Db  a 12 cilindri raffreddati a liquido, erogante la potenza di 400 CV (298 kW), ed azionante un'elica bipala lignea.
L'armamento consisteva in una mitragliatrice Vickers da 7,7 mm sincronizzata anteriore e due mitragliatrici Lewis dello stesso calibro, montate nell'abitacolo posteriore su due supporti ad anello girevoli.

## Impiego operativo
Durante i primi collaudi emerse una serie di sostanziali difetti nel progetto. Besson pensò quindi di convertire l'aereo nel prototipo di un aereo da caccia biposto imbarcato. L'originale fusoliera a pareti diritte venne sostituita da una a sezione circolare, e venne ridisegnato il piano di coda. Questo nuovo aereo fu designato MB-26C 2, ma neanche questa nuova versione interessò le autorità militari e il modello fu abbandonato.

## Versioni
- MB-26 HB.2: versione idrovolante da ricognizione imbarcato.
- MB-26 C2: versione da caccia imbarcata.

## Utilizzatori
Francia
- Marine nationale

### Fonti
1. ↑  Aviafrance.
2. 1 2 3 4 5 6  Airwar.
3. 1 2 3 4 5 6 7  Boroli, Boroli 1983, p. 136.